# Fluss-Ampfer
Der Fluss-Ampfer (Rumex hydrolapathum), auch Teich-Ampfer oder Riesen-Ampfer genannt, zählt zur Gattung Ampfer (Rumex) aus der Familie der Knöterichgewächse (Polygonaceae).

## Beschreibung
Es sind mehrjährige krautige Pflanzen, die Wuchshöhen zwischen 0,8 und 2,5 m erreichen und damit zu den größten Ampferarten gehören. Der „Wurzelstock“ ist kräftig und mehrköpfig, er ist schwarz und bildet einen flachen Bult.
Die bis 80 cm langen, lanzettlichen Grundblätter sind am Grund in den Blattstiel verschmälert. In der Blattmitte zweigen die Seitennerven von der Mittelrippe mehr oder weniger rechtwinklig ab. Die Laubblätter sind am Rand fein gekraust und dunkelgrün. Sie sind lang gestielt. Die Nebenblattscheiden sind kurz und gekerbt.
Die Stängel, von denen aus jeder Blattrosette mehrere entspringen können, verzweigen sich meist erst im Bereich des Blütenstandes, der relativ dicht mit Blütenquirlen besetzt ist und etwa ein Drittel der Stängellänge einnimmt. Die 5 bis 7 mm langen, ungezähnten Valven sind dreieckig. Sie sind mit jeweils einer zwei- bis dreimal so langen wie breiten Schwiele besetzt. Der Valvengrund ist leicht keilförmig oder gerade, jedoch nicht wie beim ähnlichen Stumpfblättrigen Ampfer (Rumex obtusifolius) herzförmig ausgerandet.
Die Art blüht rötlich in der Zeit von Juli bis August. Sie bildet danach 3 bis 5 mm lange, oben breit kreiselförmige, braune Nussfrüchte aus.
Die Chromosomenzahl beträgt 2n = 200.

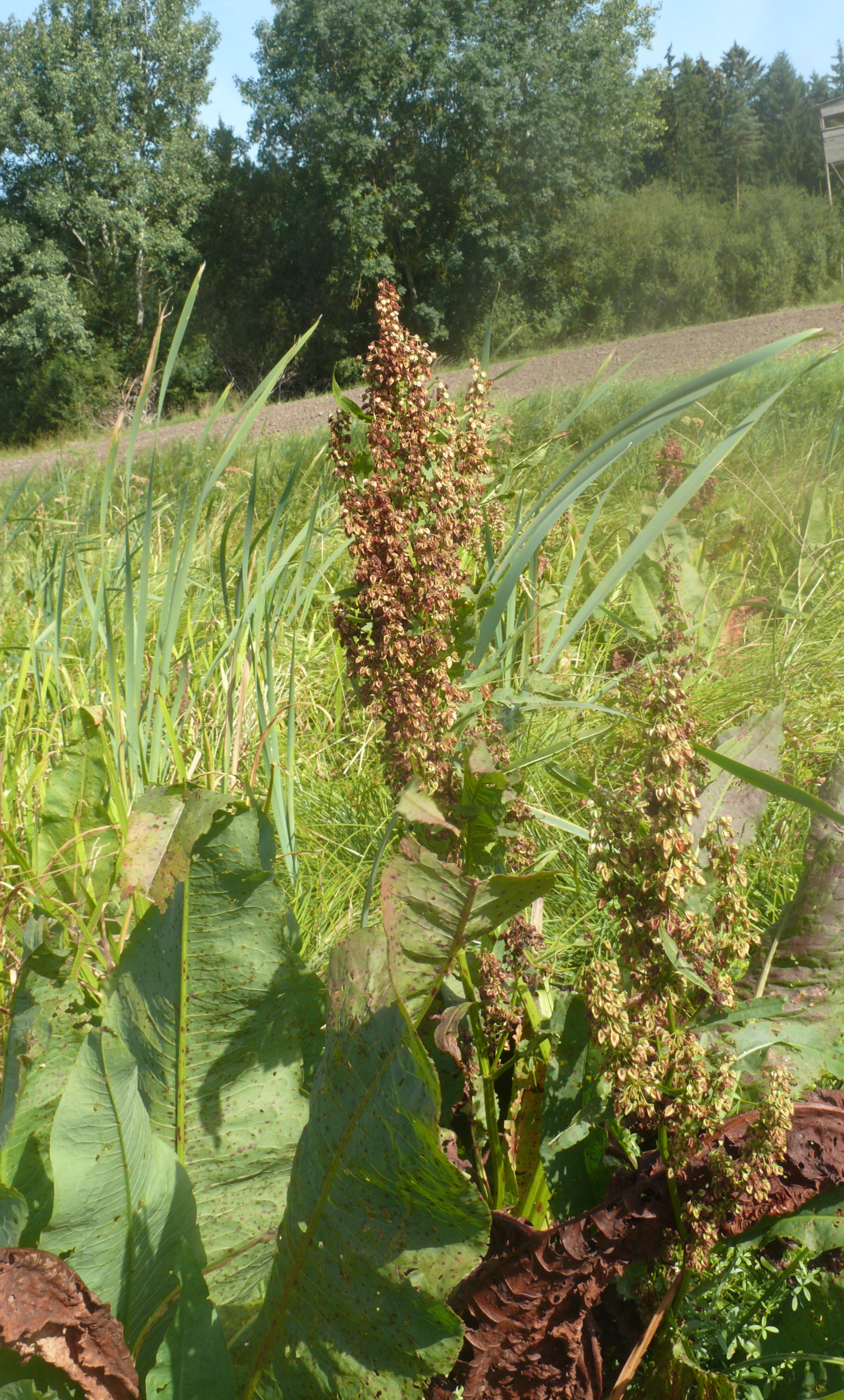
Fluss-Ampfer (Rumex hydrolapathum)

## Vorkommen
Der Fluss-Ampfer wächst im Verlandungsbereich von Seen oder Flüssen oder in Gräben, auch in seichtem Wasser. Auf nassen bis sehr nassen, häufig überschwemmten, mäßig bis nährstoffreichen, schlammigen oder durchschlickten, kiesigen, sandigen oder schluffigen Böden. Der typische Wuchsort ist die unmittelbare Uferlinie, wo sich die Art zwischen der Wasserfläche und dem Röhrichtgürtel einschiebt.
Die Art wächst häufig mit eutraphenten Röhrichtarten wie unter anderem Wasser-Schwaden (Glyceria maxima), Ästigem Igelkolben (Sparganium erectum), Kalmus (Acorus calamus) und Breitblättrigem Rohrkolben (Typha latifolia) zusammen. Sie ist in Mitteleuropa eine Charakterart der Ordnung Phragmitetalia.
Diese Art kommt ursprünglich nur in Europa und in der Türkei vor. Die Südwestgrenze erstreckt sich am Nordrand der Pyrenäen. Die Ostgrenze wird durch die Wolga gebildet. Die Nordgrenze reicht maximal bis 62 Grad nördlicher Breite. Im Süden endet das Verbreitungsgebiet in der Poebene, in der nördlichen Balkanhalbinsel und an der nördlichen Schwarzmeerküste. In Südamerika finden sich neophytische Vorkommen.

## Systematik
Nach Herbarbelegen bildet die Art mit dem Wasser-Ampfer (Rumex aquaticus) natürliche Hybride. Der Bastard ist in Gebieten, in denen beide Arten vorkommen, nicht selten. Im Habitus ähnelt er mehr dem Fluss-Ampfer, unterscheidet sich aber durch die am Grunde gestutzten oder ein- oder beidseitig herzförmigen Grundblätter und unteren Stängelblätter.

## Fluss-Ampfer und der Mensch
Der Bestand des Fluss-Ampfers ist durch Kanalisierungen und Flussverbauungen stark zurückgegangen. Regional ist die Art im 20. Jahrhundert deutlich zurückgegangen und gilt als schonungsbedürftig.
Pflanzenteile enthalten reichlich Oxalsäure, die in größeren Mengen für den Menschen, besonders für Nierenkranke, gesundheitsschädlich ist. Nach dem Kochen verringert sich der Anteil an Oxalsäure aber merklich und die Pflanze kann ähnlich wie Spinat zubereitet gegessen werden. Die getrockneten Samen finden zerstoßen als Gewürz Verwendung.
Die Art hat (wie andere Ampferarten) medizinischen Nutzen, die Wurzel hilft gegen Magenbeschwerden und Durchfall. Aufgelegte Blätter helfen gegen Geschwüre im Augenbereich. Eine als Fluss-Ampfer oder Wasser-Ampfer deutbare Pflanze lapatium wurde in der Antike gegen Geschwüre an der Leiste eingesetzt.